# Mister Brasil Tur
Mister Brasil Turismo ou popularmente conhecido como Mister Brasil Tur é um concurso de beleza masculino realizado anualmente no Brasil, que visa eleger dentre os respectivos representantes estaduais e de nichos turísticos, o melhor que desempenhe um papel social e educacional na sociedade, promovendo sempre o turismo. O concurso é coordenado pelo promoter paraibano Christian Olivier desde 2008. O atual detentor do título é o Amazonense Carlos Santana , o concurso Mister Brasil Tur é o Franqueado exclusivo do concurso Mister Tourism World.

## Vencedores
| Ano  | Estado         | Vencedor          | Cidade natal          | Local da final               | Ref.  |
| ---- | -------------- | ----------------- | --------------------- | ---------------------------- | ----- |
| 2008 | São Paulo      | Guilherme Cruz    | Mogi das Cruzes       | João Pessoa                  | —     |
| 2009 | Roraima        | Raphael Duarte    | Boa Vista             | João Pessoa                  | —     |
| 2010 | Mato Grosso    | Roque Júnior      | Cuiabá                | João Pessoa                  | —     |
| 2011 | Pernambuco     | Allan Rogério     | Recife                | João Pessoa                  | —     |
| 2012 | Sergipe        | Andrey Ferreira   | Aracaju               | Gravatá                      | —     |
| 2013 | Amazonas       | Mauro Emiliano    | Manaus                | Salvador                     | [ 1 ] |
| 2014 | Mato Grosso    | Luiz Umberto      | Rondonópolis          | Maceió                       | [ 2 ] |
| 2015 | Rio de Janeiro | Lionel Lobo       | Campos dos Goytacazes | Cruzeiro Empress             | [ 3 ] |
| 2016 | Amazonas       | Lucas Saunier     | Benjamin Constant     | Aquiraz                      | [ 4 ] |
| 2017 | Rio de Janeiro | Warley Santana    | Angra dos Reis        | João Pessoa                  | —     |
| 2018 | Amazonas       | Carlos Santana    | Manaus                | Petrópolis                   | —     |
| 2019 | Minas Gerais   | Thiago Oliveira   | Sete Lagoas           | Cruzeiro MS Sovereign        | —     |
| 2021 | São Paulo      | Márcio Tng        | Araras                | Jericoacoara                 | —     |
| 2022 | Pernambuco     | Manoel Pio        | Garanhuns             | João Pessoa                  | —     |
| 2023 | Mato Grosso    | Miguel Leles      | Cuiabá                | Fortaleza                    | —     |
| 2024 | Pernambuco     | Matheus Monziinne | Olinda                | Castelo do Barão de Itaipava | —     |

## Representações
Os vencedores, são designados para representar seu país em concursos internacionais:
A partir de 2018 o Concurso Mister Brasil Tur é Franqueado exclusivo do Concurso Mister Tourism World com sede em Londres no Reino Unido.
- Guilherme Cruz (2008) disputou e venceu o concurso Mister Sea World 2009. O concurso realizou-se em Lima, Peru.
- Raphael Duarte (2009) disputou o Mister Mundial em Lima, no Peru, e ficou em 2º. Lugar, perdendo para ex-BBB Rodrigão; [5]
- Roque Júnior (2011) disputou o Men Universe Model daquele ano e não conseguiu classificação;
- Mauro Emiliano (2013) disputou e venceu o concurso Mister Jade Universe 2013 na Guatemala. [6]
- Frank William (2015) disputou e venceu o concurso Top Internacional Model of the World 2016 na Romênia. [7]
- Warley Santanna (2017) disputou o concurso Mister Tourism World 2018 em Roma - Itália.
- Carlos Santana (2018) disputou o concurso Mister Tourism World 2019 em Malta e ficou em 5º. Lugar.
- Thiago Oliveira (2019) disputou o concurso Mister Tourism World 2021 na República Dominicana e ficou no Top 10.
- Márcio Tng (2021) disputou o concurso Mister Tourism World 2022 nas Filipinas e ficou em 2º. Lugar.
- Manoel Pio (2022) disputou o concurso Mister Tourism World 2023 nas Salvador, Brasil e ficou em 2º. Lugar.
- Miguel Leles (2023) disputou o concurso Man of the World 2023 nas Filipinas e ficou no Top 10.

## Conquistas

### Por Estado
| Títulos | Estados        | Vitórias         |
| ------- | -------------- | ---------------- |
| 3       | Pernambuco     | 2011, 2022, 2024 |
| 3       | Mato Grosso    | 2010, 2014, 2023 |
| 3       | Amazonas       | 2013, 2016, 2018 |
| 2       | São Paulo      | 2008, 2021       |
| 2       | Rio de Janeiro | 2015, 2017       |
| 1       | Minas Gerais   | 2019             |
| 1       | Sergipe        | 2012             |
| 1       | Roraima        | 2009             |

### Por Regiões
| Região              | Títulos | Último estado campeão |
| ------------------- | ------- | --------------------- |
| Região Sudeste      | 5       | (2021)                |
| Região Norte        | 4       | (2018)                |
| Região Nordeste     | 4       | (2024)                |
| Região Centro-Oeste | 3       | (2023)                |
| Região Sul          | 0       |                       |